# Hélio Cruz de Oliveira
Hélio Cruz de Oliveira (Barra do Piraí, 7 de dezembro de 1912 - Rio de Janeiro, 23 de março de 1973) foi um funcionário público brasileiro.
Oliveira ingressou via concurso público no Serviço Público Federal em novembro de 1937 como oficial administrativo do Ministério de Viação. Entre julho de 1955 e fevereiro de 1965 foi delegado do Ministério de Viação no Instituto do Açúcar e do Álcool. Comandou o Ministério dos Transportes interinamente, entre 28 de agosto e 11 de setembro de 1961, após a renúncia de Jânio Quadros da presidência, já que ocupava cargo de Diretor Geral do Ministério. Posteriormente ocupou a diretoria de pessoal do Ministério da Fazenda  até seu falecimento.